# 韓靜
韓靜（1973年11月30日—），中國大陸武術運動員。她後來到澳門發展，成為澳門全職運動員；2001年及2002年連續2年獲澳門政府授予榮譽獎狀。

## 體育生涯
韓靜在大阪舉行的2001年東亞運動會中為澳門作出零的突破，於武術項目為澳門摘下國際大型綜合運動會的首面金牌。在2005年東亞運動會亦摘下一金兩銀。
在2006年亞洲運動會上擔任中國澳門代表團持旗手，成為首位代表中國澳門的女持旗手。